# さいたま市立宮前小学校
さいたま市立宮前小学校（さいたましりつみやまえしょうがっこう）は、埼玉県さいたま市西区にある日本の公立小学校。

## 沿革
- 1975年（昭和50年）
  - 4月1日 - 大宮市立日進小学校の一部を借用して「大宮市立鴨川小学校」として開校[2]。
  - 4月8日 - 最初の始業式と第1回入学式挙行。開校時点の児童数886名（23学級）・職員数37名。
  - 6月18日 - 校庭整地を完了し日進小学校より移転、この日を開校記念日とする。
  - 9月5日 - プール竣工。検査後、学校へ引き渡し。
- 1976年（昭和51年）
  - 1月1日 - 校名を「大宮市立宮前小学校」に改称する。
  - 3月2日 - 落成、開校式挙行。
  - 12月18日 - 校章を制定する。
- 1977年（昭和52年）
  - 3月7日 - 校歌を制定する。
  - 3月23日 - 校旗を制定する。
- 1979年（昭和54年）5月24日 - 体育館完成。
- 1980年（昭和55年）12月17日 - 正門完成。
- 1983年（昭和58年）
  - 4月5日 - 増築校舎、図工室、図書室、視聴覚室、特活室、普通教室（4階建）。
  - 8月20日 - 築山完成。
  - 8月30日 - 玄関前ロータリー完成。
- 1984年（昭和59年）
  - 9月30日 - 観察池、花壇と学校体育施設開放管理小屋が完成。
  - 10月30日 - 十周年記念校歌碑建立。大宮市公園緑地課より植樹。
  - 11月15日 - 創立十周年記念式挙行。
- 1985年（昭和60年）3月22日 - 十周年記念植樹を行い、大宮市より植樹。
- 1989年（平成元年）3月25日 - 体育館ステージ背面幕取付。
- 1991年（平成3年）
  - 2月10日 - 鳥小屋新設。
  - 3月7日 - 国旗掲揚塔新設。
- 1992年（平成4年）
  - 1月16日 - プール改修工事。
  - 4月30日 - うさぎ小屋設置。
- 1993年（平成5年）8月31日 - 校内両側道路舗装。
- 1994年（平成6年）
  - 5月7日 - 創立20周年を迎えるに当たり、当校のスローガンを決定変更する。
  - 11月22日 - 創立20周年式典挙行。
- 1997年（平成9年）
  - 3月31日 - 校庭改修、校地内舗装。調整卓、防災放送設備新設。
  - 4月1日 - 特殊学級（知的学級）新設（1学級）。T.Tでの協力授業開始（算数）。
  - 10月1日 - パソコンルーム完成。
- 1999年（平成11年）
  - 3月12日 - 飼育小屋設置。
  - 8月31日 - エアコン設置。
- 2000年（平成12年）2月3日 - 教室用加湿器設置。
- 2001年（平成13年）5月1日 - 大宮、浦和、与野の三市合併に伴い、「さいたま市立宮前小学校」と変更する。
- 2002年（平成14年）1月16日 - 生ゴミ処理機設置。
- 2004年（平成16年）11月26日 - 創立30周年記念式典挙行。
- 2014年（平成26年）10月25日 - 創立40周年記念式典挙行し、記念コンサート開催。
- 2016年（平成28年）8月27日 - 給食運搬用ワゴン導入。
- 2017年（平成29年）
  - 5月28日 - 「あじさいいっぱいプロジェクト」として、校庭にあじさい230株植樹。
  - 8月28日 - 図書館壁面改修。
- 2019年（令和元年）12月19日 - 南校舎トイレ改修。

## 通学区域
出典
- 北区日進町1丁目（一部）
- 西区宮前町（全域）

## 周辺
- さいたま市立宮前放課後児童クラブ - さいたま市道をはさんで、敷地が隣接。
- 鴨川
- 宮前川
  - 宮前川は、本校付近で、鴨川に合流する。
- 八雲神社
- 宮前公園
- さいたま市宮前1丁目自治会館
- 佐藤栄学園SASUKEソフトボールスタジアム
- ヤマダデンキテックランド大宮宮前本店 - 宮前川をはさんで、敷地が隣接。
- また、学校付近の鴨川は、北区との区境線となっている。

## アクセス
- 東武バスウエスト「大60」・「大62」・「大65」の各系統で、「宮前小学校入口」停留所より、
  - 西上尾車庫行・リハビリセンター行・丸山公園行・橘神社行のりばから、徒歩約165m・約2分。
  - 大宮駅西口行のりばから、徒歩約370m・約6分。
    - なお、大宮駅西口行のりばから学校正門まで直線距離では約155mほとだが、バス停がある県道216号線上に横断歩道が設置されてなく、新開橋まで移動する必要があるため、2倍以上の距離となる。